# Elijah Childs
Elijah Childs (Raytown, Misuri, 10 de enero de 1999) es un jugador de baloncesto estadounidense que pertenece a la plantilla del Hapoel Gilboa Galil Elyon de la Ligat ha'Al israelí. Con 2,13 metros de estatura, juega en la posición de ala-pívot.

## Trayectoria deportiva

### Universidad
Es un pívot formado en el Raytown South High School de su ciudad natal y en el Lee's Summit West High School de Lee's Summit, Misuri, antes de ingresar en 2017 en la Universidad de Bradley, situada en Peoria, Illinois, donde juega durante cuatro temporadas la NCAA con los Bradley Braves, desde 2017 a 2021. 

### Profesional
Tras no ser drafteado en 2021, el 26 de junio de 2021, firma por el Pallacanestro Trapani de la Serie A2.
En la temporada 2022-23, firma por los Bakken Bears de la Basket Ligaen danesa.
El 14 de julio de 2023, firma por el MHP Riesen Ludwigsburg de la Basketball Bundesliga.
El 29 de enero de 2024, firma por el USC Heidelberg de la Basketball Bundesliga.
El 2 de julio de 2024 fichó por el Pistoia Basket 2000 de la Lega Basket Serie A italiana.